# Leydigia leydigi
Leydigia leydigi är en kräftdjursart som först beskrevs av Franz von Leydig 1860.  Leydigia leydigi ingår i släktet Leydigia och familjen Chydoridae. Inga underarter finns listade i Catalogue of Life.